# Обични фазан
Фазан или обични фазан (лат. Phasianus colchicus), широко је распрострањена врста птице из реда кока (Galliformes). Фазан потиче из средње Азије, али је још у време античког Рима пренет у Европу. Име рода потиче од латинске речи phasianus — „фазан”. Име врсте colchicus је латински назив за Colchis (данашњу Грузију), земљу на Црном мору у којој су фазани постали познати Европљанима. Ова врста се одвојила од рода Gallus коме домаће кокошке припадају пре око 20 милиона година. Ова птица насељава претежно шумарке, ливаде, пределе око речне обале, поља и њиве на којима се храни. 

## Особине
Фазан је велика птица. Обичан фазан дугачак је 90 цм, од чега половина отпада на реп. Распон крила је до 60 цм. Боја перја на глави и врату је зелена, са ковним преливима. Прса као и трбух су му затворено црвене боје, са попречним смеђе-црвеним пругама. Тежина му је око 1 кг. Код фазана се појављује албинизам (бела боја). Мужјак је већи, понекад и дупло већи од женке. Његово јарко обојено перје је претежно браон боје, док је глава зелено-плаве боје. Око очију се налазе пера црвене боје, а око врата се, код неких подврста, налази прстен беле боје. Женка, звана кока нема тако живописан изглед. Има мањи реп и једноставнију боју, а и мања је од мужјака. Перје јој је сивожућкасте боје, са белосивим шарама. Дешавају се случајеви да фазанка има боју перја сличну мужјаковом. Такве фазанке су јалове, или имају повреду или поремећај јајника, или су пак претерано старе, због чега их треба одстрелити. Међутим већина фазана се узгаја у фазанеријама, а уочи сезоне лова се пуштају. 
Фазани лете на кратким дистанцама, али могу и да брзо трче по земљи.

## Распрострањеност
Врста у Европи шири свој ареал гнежђења у највећој мери вештачким узгојем. Стигла је до средишта Финске (пуштањем у природу). У јужној Европи изостаје на гнежђењу.
У Србији је редовна гнездарица, односно станарица. Распрострањеност и бројност у Србији такође зависе од вештачког узгоја, односно пуштања у природу и ловног одстрела. Најчешће се среће у Војводини, на равничарским култивисаним степама и влажним ливадама.

## Природни непријатељи
Природни непријатељи фазана су лисица, мачке, јастреб, за младе још и ласица, соко и твор. Свраке, пацови, јежеви и дивље свиње пљачкају гнезда. У току лета, поља у којима фазан борави, пружају довољну камуфлажу, док у зимском периоду остаје на немилост својих бројних непријатеља. Смањењем животног простора фазана, њихов број се у нашим крајевима драстично смањује, због чега се проводи систематско насељавање ових птица.

## Размножавање
Већ у рано пролеће петлови окупљају око себе коке. Долази време парења. Тада се петловима црвени кожа око очију, красте нарочито поцрвене, а са стране добијају уздигнута перја у виду ушију. За време парења, фазан има нарочити зов и изводи „свадбену игру” скачући и ударајући крилима о земљу. За време парења кока на земљи ископа плитко примитивно гнездо, у које снесе 10 до 18 јаја, на којима лежи око 24 дана. Парење почиње крајем марта и ношење јаја у априлу. С обзиром на то да фазанке често праве гнездо на детелиштима или ливадама, гнездо често страда током косидбе или се оголи тако да штеточине униште јаја. Ако јој страда насад, фазанка средином лета поново носи јаја, само за половину мање него нормално. Дешавају се случајеви да носи по трећи пут. Младе фазанке понекад снесу јаја у гнезду јаребице, па фазанчиће излеже јаребица и води их. Мужјак се уопште не брине за подмладак. Читаву бригу препушта мајци. 

## Таксономија и систематика
Ову врсту је први научно описао Карл Лине у свом знаменитом 10. издању Systema Naturae из 1758. године под садашњим научним именом. Обични фазан се довољно разликује од било које друге врсте познате Линеу да би лаконски [Phasianus] rufus, capîte caeruleo – „црвени фазан са плавом главом“ – послужио као сасвим довољан опис. Штавише, о птици се опширно расправљало пре него што је Лине успоставио биномну номенклатуру. Његови извори су Орнитологија Улиса Алдровандија, Учелијера Ђованија Пјетра Олине, Synopsis methodica Avium & Piscium Џона Реја и Природна историја птица Елеазара Албина. То је у суштини највећи део уџбеника орнитологије његовог времена, и врста је једноставно названа „фазан” на одговарајућим језицима књиге. Док је код других врста, као што је источна ливадска шева (Sturnella magna), Лине сматрао да је оправдано цитирати детаље перја из својих извора, у случају обичног фазана једноставно се позивао на разлог славе птице: principum mensis dicatur. Типски локалитет је дат једноставно као „Африка, Азија“.

## Прилагођавање
Фазан се брзо прилагођава условима терена на коме живи. Он је шумска птица, али се задржава и на пољима и у шумарцима, воћњацима и ритовима. За време док су усеви необрани одрасли фазани и њихов подмладак налазе се у пољима. Када се усеви скину, фазан се повлачи на покривене терене. Нарочито воли равничарске и пригорске младе шуме, брањевине. Исто тако радо се задржава на тршћацима бара, језера и река. Већину времена проводи на земљи. Ноћу је на дрвету или у трсци, на некој џомби. Вид и слух су му невероватно оштри. Зна да искористи и најмањи заклон, тако да постаје скоро невидљив. Ако је терен без вегетације, на погодно место легне и непомичан је, чека да онај који му се приближава удаљи. Гоњен пред ловцима и псима, пешачи све до краја шуме или наседа, па се тек тада диже, обично непосредно испред гониоца. Мужјак се зове петао, а женка кока. Када мужјак полеће обично кокодаче. Лет фазана, и поред кратких крила је брз и оштар. Глас фазана обично се чује ујутру и пред вече. Иако има одлично чуло вида и слуха, као инстинкт самоодржавања, ипак спада међу „глуве” животиње. Храна фазана је врло различита, као и код осталих кока. 

## Исхрана
Исхрана фазана се углавном састоји од биљака па су на списку врхови житарице, потом детелине, пупољци, бобице, често семе. Међутим, није искључена и исхрана инсектима, црвима, жабама, пољским мишевима, пужевима и инсектима сличним горе наведеним. Уз храну, ове животиње, узимају и ситне каменчиће који им у стомаку служе за варење хране, односно млевење. Првих шест недеља храни се углавном инсектима, затим једе ларве, пужиће, жабе, гуштере, мравља јаја. Поред тога, једе у мањим количинама зелену храну и семе. Хоће веома често да лови змије, због чега је популаран код народа.

## Лов на фазане
Фазан се лови псима птичарима и ређе шуњкавцима. Може се ловити пригоном, погоном и кружним ловом. Према Закону о ловству за одстрел фазана користе се пушке сачмарице. За одстрел фазана допуштени пречник сачме износи 3—3,5 мм. Највећа допуштена даљина гађања износи 40 м.

## Угроженост
Популација фазана се смањује углавном због губитка станишта и прекомерног лова. Сматра се да је око 80 одсто фазана, који се улове старо само неколико месеци, тако да нема своје потомство. Неповољни временски услови, интензивно гајење култура и коришћење пестицида су, такође узроци смањивања њихове популације. У бројним земљама је из тог разлога веома развијен систем вештачког узгоја фазана и потом њихово пуштање у ловиште као одраслих птица.

## Галерија
- Мужјак фазана у Пољској
- Женка фазана у Енглеској
- Скелет фазана
- Јаје
- Женка с младунцима
- Женка фазана снимљена у околини Апатина